# Petja po doroge v Carstvie Nebesnoe
Petja po doroge v Carstvie Nebesnoe (in russo Петя по дороге в Царствие Небесное? "Pierino in viaggio per il Regno dei Cieli") è un film del 2009 diretto da Nikolaj Dostal'.

## Riconoscimenti
- 2009 - Festival di Mosca
  - Giorgio d'Oro